# 宮城県第4区
宮城県第4区（みやぎけんだい4く）は、日本の衆議院議員総選挙における選挙区。1994年（平成6年）の公職選挙法改正で設置。

## 区域

### 現在の区域
2022年（令和4年）公職選挙法改正以降の区域は以下のとおりである。5区から石巻市・東松島市・牡鹿郡などが移入する一方、北部の加美郡は5区に移行した。
- 石巻市
- 塩竈市
- 多賀城市
- 東松島市
- 富谷市
- 宮城郡
- 黒川郡
- 牡鹿郡

### 2017年から2022年までの区域
2017年（平成29年）公職選挙法改正から2022年の小選挙区改定までの区域は以下のとおりである。2017年の区割り変更に伴い、宮城郡松島町及び黒川郡大郷町が4区から5区に移行した。
- 塩竈市
- 多賀城市
- 富谷市
- 宮城郡
  - 七ヶ浜町
  - 利府町
- 黒川郡
  - 大和町
  - 大衡村
- 加美郡

### 2013年から2017年までの区域
2013年（平成25年）公職選挙法改正から2017年の小選挙区改定までの区域は以下のとおりである。2013年の区割変更に伴い、大崎市の旧鹿島台町・旧松山町・旧三本木町域が4区から5区に、旧古川市域が4区から6区に移行した。
- 塩竃市
- 多賀城市
- 宮城郡
- 黒川郡
- 加美郡

### 2013年以前の区域
1994年（平成6年）公職選挙法改正から2013年の小選挙区改定までの区域は以下のとおりである。
- 塩竃市
- 古川市
- 多賀城市
- 宮城郡
- 黒川郡
- 加美郡
- 志田郡

## 歴史
衆議院議長・防衛庁長官・科学技術庁長官などを歴任した伊藤宗一郎の地盤であり、伊藤没後は長男の伊藤信太郎が選出されていたが、2009年の総選挙では民主党の石山敬貴に敗れ、比例復活すらかなわずに父から継承した議席を失った。
東日本大震災後の2012年の総選挙では伊藤が議席を奪還し、それ以降の総選挙も議席を維持し、第2次岸田内閣 (第2次改造)では環境大臣を務めたが、2024年の総選挙前、水俣病犠牲者の慰霊式典後の懇親会中に環境省が伊藤の指示を受け、発言者2人のマイクの音を切ったのが問題となり総選挙でも失速。さらに自民党の政治資金パーティー裏金事件や、それ以前の統一教会（現在の世界平和統一家庭連合）との関係などの不祥事の報道の影響などにより、宮城県を含め、全国的に支持率や得票率などが低下していたことも相まって、新区割りとなったことで移動してきた旧5区で9連続当選中の立憲民主党国対委員長などを歴任した安住淳が全開票所の得票で伊藤を上回って新4区での初当選を果たし、一方の伊藤は比例復活すら叶わずに落選した。

## 小選挙区選出議員
| 選挙名                   | 年                 | 当選者     | 党派       | 備考                      |
| ------------------------ | ------------------ | ---------- | ---------- | ------------------------- |
| 第41回衆議院議員総選挙   | 1996年（平成8年）  | 伊藤宗一郎 | 自由民主党 |                           |
| 第42回衆議院議員総選挙   | 2000年（平成12年） | 伊藤宗一郎 | 自由民主党 |                           |
| 第42回衆議院議員補欠選挙 | 2001年（平成13年） | 伊藤信太郎 | 自由民主党 | ※伊藤宗一郎の死去に伴う。 |
| 第43回衆議院議員総選挙   | 2003年（平成15年） | 伊藤信太郎 | 自由民主党 |                           |
| 第44回衆議院議員総選挙   | 2005年（平成17年） | 伊藤信太郎 | 自由民主党 |                           |
| 第45回衆議院議員総選挙   | 2009年（平成21年） | 石山敬貴   | 民主党     |                           |
| 第46回衆議院議員総選挙   | 2012年（平成24年） | 伊藤信太郎 | 自由民主党 |                           |
| 第47回衆議院議員総選挙   | 2014年（平成26年） | 伊藤信太郎 | 自由民主党 |                           |
| 第48回衆議院議員総選挙   | 2017年（平成29年） | 伊藤信太郎 | 自由民主党 |                           |
| 第49回衆議院議員総選挙   | 2021年（令和3年）  | 伊藤信太郎 | 自由民主党 |                           |
| 第50回衆議院議員総選挙   | 2024年（令和6年）  | 安住淳     | 立憲民主党 |                           |

## 選挙結果
時の内閣：第1次石破内閣 解散日：2024年10月9日 公示日：2024年10月15日
当日有権者数：38万1842人 最終投票率：52.37%（前回比：4.78%） （全国投票率：53.85%（2.08%））
| 当落 | 候補者名   | 年齢 | 所属党派     | 新旧 | 得票数    | 得票率 | 惜敗率 | 推薦・支持 | 重複 |
| ---- | ---------- | ---- | ------------ | ---- | --------- | ------ | ------ | ---------- | ---- |
| 当   | 安住淳     | 62   | 立憲民主党   | 前   | 102,229票 | 52.07% | ――     |            | ○    |
|      | 伊藤信太郎 | 71   | 自由民主党   | 前   | 65,616票  | 33.42% | 64.19% | 公明党推薦 | ○    |
|      | 佐藤雄一   | 45   | 日本維新の会 | 新   | 15,581票  | 7.94%  | 15.24% |            | ○    |
|      | 大林正英   | 60   | れいわ新選組 | 新   | 12,913票  | 6.58%  | 12.63% |            | ○    |

- 大林は第49回は立憲民主党公認で岩手県第2区から立候補したが落選。

時の内閣：第1次岸田内閣 解散日：2021年10月14日 公示日：2021年10月19日
当日有権者数：23万7478人 最終投票率：57.15%（前回比：3.09%） （全国投票率：55.93%（2.25%））
| 当落 | 候補者名   | 年齢 | 所属党派     | 新旧 | 得票数   | 得票率 | 惜敗率 | 推薦・支持 | 重複 |
| ---- | ---------- | ---- | ------------ | ---- | -------- | ------ | ------ | ---------- | ---- |
| 当   | 伊藤信太郎 | 68   | 自由民主党   | 前   | 74,721票 | 56.51% | ――     | 公明党推薦 | ○    |
|      | 舩山由美   | 53   | 日本共産党   | 新   | 30,047票 | 22.73% | 40.21% |            | ○    |
| 比当 | 早坂敦     | 50   | 日本維新の会 | 新   | 27,451票 | 20.76% | 36.74% |            | ○    |

- 舩山は2023年10月、宮城県議会議員選挙（太白選挙区）に立候補し当選。
- 早坂は第50回は宮城県第2区から立候補したが落選。

時の内閣：第3次安倍第3次改造内閣 解散日：2017年9月28日 公示日：2017年10月10日
当日有権者数：23万9981人 最終投票率：54.06%（前回比：4.96%） （全国投票率：53.68%（1.02%））
| 当落 | 候補者名   | 年齢 | 所属党派   | 新旧 | 得票数   | 得票率 | 惜敗率 | 推薦・支持           | 重複 |
| ---- | ---------- | ---- | ---------- | ---- | -------- | ------ | ------ | -------------------- | ---- |
| 当   | 伊藤信太郎 | 64   | 自由民主党 | 前   | 73,298票 | 58.45% | ――     | 公明党・日本のこころ | ○    |
|      | 坂東毅彦   | 58   | 希望の党   | 新   | 34,424票 | 27.45% | 46.96% |                      | ○    |
|      | 高村直也   | 34   | 日本共産党 | 新   | 17,688票 | 14.10% | 24.13% |                      |      |

時の内閣：第2次安倍改造内閣 解散日：2014年11月21日 公示日：2014年12月2日
当日有権者数：25万3742人 最終投票率：49.10%（前回比：6.57%） （全国投票率：52.66%（6.66%））
| 当落 | 候補者名   | 年齢 | 所属党派   | 新旧 | 得票数   | 得票率 | 惜敗率 | 推薦・支持 | 重複 |
| ---- | ---------- | ---- | ---------- | ---- | -------- | ------ | ------ | ---------- | ---- |
| 当   | 伊藤信太郎 | 61   | 自由民主党 | 前   | 68,773票 | 57.28% | ――     | 公明党     | ○    |
|      | 井戸正枝   | 48   | 民主党     | 元   | 35,242票 | 29.35% | 51.24% |            | ○    |
|      | 小高洋     | 34   | 日本共産党 | 新   | 16,041票 | 13.36% | 23.32% |            |      |

- 井戸は第45回・46回は兵庫県第1区から民主党公認で立候補。第48回は東京都第4区、第49回は東京都第15区から立憲民主党公認で、第50回は東京都第4区から国民民主党公認で立候補したが落選。

時の内閣：野田第3次改造内閣 解散日：2012年11月16日 公示日：2012年12月4日
当日有権者数：33万5608人 最終投票率：55.67%（前回比：13.73%） （全国投票率：59.32%（9.96%））
| 当落 | 候補者名   | 年齢 | 所属党派     | 新旧 | 得票数   | 得票率 | 惜敗率 | 推薦・支持 | 重複 |
| ---- | ---------- | ---- | ------------ | ---- | -------- | ------ | ------ | ---------- | ---- |
| 当   | 伊藤信太郎 | 59   | 自由民主党   | 元   | 80,250票 | 44.28% | ――     | 公明党     | ○    |
|      | 石山敬貴   | 42   | 民主党       | 前   | 54,253票 | 29.94% | 67.60% | 国民新党   | ○    |
|      | 畠山昌樹   | 38   | 日本維新の会 | 新   | 30,722票 | 16.95% | 38.28% | みんなの党 | ○    |
|      | 戸津川永   | 30   | 日本共産党   | 新   | 13,492票 | 7.44%  | 16.81% |            |      |
|      | 村上善昭   | 40   | 幸福実現党   | 新   | 2,518票  | 1.39%  | 3.14%  |            |      |

- 石山は2023年8月、加美町町長選挙に立候補し当選。
- 畠山は第48回は宮城県第1区から立候補したが落選。

時の内閣：麻生内閣 解散日：2009年7月21日 公示日：2009年8月18日
当日有権者数：33万2136人 最終投票率：69.40%（前回比：4.27%） （全国投票率：69.28%（1.77%））
| 当落 | 候補者名   | 年齢 | 所属党派   | 新旧 | 得票数    | 得票率 | 惜敗率 | 推薦・支持 | 重複 |
| ---- | ---------- | ---- | ---------- | ---- | --------- | ------ | ------ | ---------- | ---- |
| 当   | 石山敬貴   | 39   | 民主党     | 新   | 119,926票 | 52.87% | ――     |            | ○    |
|      | 伊藤信太郎 | 56   | 自由民主党 | 前   | 92,610票  | 40.83% | 77.22% |            | ○    |
|      | 加藤幹夫   | 45   | 日本共産党 | 新   | 11,881票  | 5.24%  | 9.91%  |            | ○    |
|      | 村上善昭   | 36   | 幸福実現党 | 新   | 2,424票   | 1.07%  | 2.02%  |            |      |

時の内閣：第2次小泉改造内閣 解散日：2005年8月8日 公示日：2005年8月30日
当日有権者数：32万7552人 最終投票率：65.13%（前回比：4.76%） （全国投票率：67.51%（7.65%））
| 当落 | 候補者名   | 年齢 | 所属党派   | 新旧 | 得票数    | 得票率 | 惜敗率 | 推薦・支持 | 重複 |
| ---- | ---------- | ---- | ---------- | ---- | --------- | ------ | ------ | ---------- | ---- |
| 当   | 伊藤信太郎 | 52   | 自由民主党 | 前   | 114,245票 | 54.54% | ――     |            | ○    |
|      | 石山敬貴   | 35   | 民主党     | 新   | 78,627票  | 37.54% | 68.82% |            | ○    |
|      | 高橋卓也   | 49   | 日本共産党 | 新   | 16,584票  | 7.92%  | 14.52% |            |      |

時の内閣：第1次小泉第2次改造内閣 解散日：2003年10月10日 公示日：2003年10月28日
当日有権者数：32万2688人 最終投票率：60.37% （全国投票率：59.86%（2.63%））
| 当落 | 候補者名   | 年齢 | 所属党派   | 新旧 | 得票数   | 得票率 | 惜敗率 | 推薦・支持 | 重複 |
| ---- | ---------- | ---- | ---------- | ---- | -------- | ------ | ------ | ---------- | ---- |
| 当   | 伊藤信太郎 | 50   | 自由民主党 | 前   | 76,554票 | 40.18% | ――     |            | ○    |
|      | 本間俊太郎 | 63   | 無所属     | 新   | 61,200票 | 32.12% | 79.94% |            | ×    |
|      | 山条隆史   | 40   | 民主党     | 新   | 40,583票 | 21.30% | 53.01% |            | ○    |
|      | 小野敏郎   | 54   | 日本共産党 | 新   | 12,196票 | 6.40%  | 15.93% |            |      |

当日有権者数：人　最終投票率：%

| 当落 | 候補者名   | 年齢 | 所属党派   | 新旧 | 得票数   | 得票率 | 推薦・支持 |
| ---- | ---------- | ---- | ---------- | ---- | -------- | ------ | ---------- |
| 当   | 伊藤信太郎 | 48   | 自由民主党 | 新   | 63,745票 | 47.72% |            |
|      | 本間俊太郎 | 61   | 無所属     | 新   | 48,871票 | 36.59% |            |
|      | 山条隆史   | 38   | 民主党     | 新   | 11,683票 | 8.75%  |            |
|      | 小野敏郎   | 52   | 日本共産党 | 新   | 9,281票  | 6.95%  |            |

- 伊藤宗一郎の死去に伴うもの。

時の内閣：第1次森内閣 解散日：2000年6月2日 公示日：2000年6月13日 （全国投票率：62.49%（2.84%））
| 当落 | 候補者名   | 年齢 | 所属党派   | 新旧 | 得票数    | 得票率 | 惜敗率 | 推薦・支持 | 重複 |
| ---- | ---------- | ---- | ---------- | ---- | --------- | ------ | ------ | ---------- | ---- |
| 当   | 伊藤宗一郎 | 76   | 自由民主党 | 前   | 104,711票 | 57.48% | ――     |            | ○    |
|      | 作並ゆきの | 34   | 民主党     | 新   | 49,973票  | 27.43% | 47.72% |            | ○    |
|      | 佐藤道子   | 58   | 日本共産党 | 新   | 27,478票  | 15.08% | 26.24% |            |      |

- 作並は2007年の大衡村議会議員選挙に無所属で立候補し当選。

時の内閣：第1次橋本内閣 解散日：1996年9月27日 公示日：1996年10月8日 （全国投票率：59.65%（8.11%））
| 当落 | 候補者名   | 年齢 | 所属党派   | 新旧 | 得票数   | 得票率 | 惜敗率 | 推薦・支持 | 重複 |
| ---- | ---------- | ---- | ---------- | ---- | -------- | ------ | ------ | ---------- | ---- |
| 当   | 伊藤宗一郎 | 72   | 自由民主党 | 前   | 75,196票 | 44.67% | ――     |            |      |
|      | 仁田和広   | 46   | 新進党     | 新   | 59,436票 | 35.31% | 79.04% |            |      |
|      | 菅原国夫   | 70   | 日本共産党 | 新   | 18,813票 | 11.18% | 25.02% |            |      |
|      | 佐藤芳博   | 48   | 社会民主党 | 新   | 14,887票 | 8.84%  | 19.80% |            | ○    |